# Lignée myéloïde
 (janvier 2022).
Si vous disposez d'ouvrages ou d'articles de référence ou si vous connaissez des sites web de qualité traitant du thème abordé ici, merci de compléter l'article en donnant les références utiles à sa vérifiabilité et en les liant à la section « Notes et références ».
La lignée myéloïde est dans l'hématopoïèse la lignée qui donne naissance aux granulocytes, monocytes qui deviendront macrophage dans les tissus, plaquettes, globules rouges et cellules dendritiques myéloïdes.